# Lesotho Fatse La Bontata Rona
Lesotho Fatse La Bontata Rona este imnul național din Lesotho.